# Jack Bristow
Jack Bristow er en fiktiv karakter i tv-serien Alias. Jack er Sydney Bristows far og dobbeltagent for CIA. Ligesom sin datter har han til opgave at infiltrere SD-6, og parallelt udføre missioner for begge efterretninger. Rollen spilles af Victor Garber.